# Blestiaszczij (1953)
Blestiaszczij ros. Блестящий – radziecki niszczyciel projektu 56, zmodyfikowany według projektu 56PŁO. W służbie od 30 września 1955 do 6 sierpnia 1987 roku, aktywny na Morzu Czarnym, Oceanie Spokojnym i Indyjskim.

## Budowa i opis techniczny

### Budowa i stan pierwotny
„Blestiaszczij” został zbudowany (pod numerem 1201) w Stoczni im. 61 Komunardów w Mikołajowie, stępkę położono 20 lutego 1953 roku. Okręt został zwodowany 27 listopada, zaś do służby wszedł po testach, 30 września 1955 roku. 
Niszczyciel charakteryzował się całkowitą długością 126 metrów (117,9 m na linii wodnej), szerokość wynosiła 12,76 metra, zaś zanurzenie maksymalnie 4,2 metra. Wyporność jednostki to: 2667 ton (standardowa), 2949 ton (normalna) i 3249 ton (pełna).
Napęd stanowiły 2 turbiny parowe TW-8 o mocy 72 000 KM oraz 4 kotły parowe wodnorurkowe KW-76. Jednostka rozwijała prędkość maksymalną 38 węzłów. Przy 14 węzłach mogła ona pokonać 3850 mil morskich.
Uzbrojenie artyleryjskie okrętu składało się z 2 podwójnych dział SM-2-1 kalibru 130 mm L/58 i 4 poczwórnie sprzężonych działek przeciwlotniczych SM-20 ZIF kalibru 45 mm L/76. Niszczyciel dysponował 6 miotaczami bomb głębinowych Burun. Uzbrojenie torpedowe stanowiły 2 pięciorurowe wyrzutnie kalibru 533 mm. Okręt mógł zabierać na pokład również miny morskie.
Załogę okrętu stanowiło 284 ludzi, w tym 19 oficerów.

### Modyfikacje
Okręt zmodernizowano zgodnie z projektem 56PŁO – prace prowadzano od 6 lutego 1958 do 10 marca 1960 roku w stoczni Siewmorzawod Nr 201 w Sewastopolu.
Zmiany wprowadzono głównie w uzbrojeniu okrętu. Dziobową wyrzutnię torpedową przystosowano do walki z okrętami podwodnymi, rufową wyrzutnię zdemontowano. 
Zamiast miotaczy bomb głębinowych Burun zamontowano 4 rakietowe miotacze RBU-2500. 
W trakcie remontu, już po głównej modernizacji, jako broń przeciwko rakietom lecącym na niskim pułapie, na okręcie zamontowano 2 lub 4 podwójne automatyczne działka 2M-3M kalibru 25 mm. 
Opisane zmiany zwiększyły wyporność okrętu – standardową do 3140, pełną do 3680 ton. Maksymalna prędkość jednostki spadła do 34 węzłów. O 32 osoby zmniejszyła się liczba załogantów. 

## Służba
„Blestiaszczij” pierwsze lata swojej służby spędził na Morzu Czarnym. W 1960 roku został przebazowany na Daleki Wschód, wszedł w skład Kamczackiej Flotylli Wojennej. Na przełomie lat 60. i 70. trzykrotnie pełnił służbę wojskową przez kilkumiesięczne okresy, również na Oceanie Indyjskim. Uczestniczył w manewrach Okiean (kwiecień 1970 roku). Niszczyciel odbył wizyty zagraniczne do Jugosławii (dwukrotnie), Egiptu, Kambodży, Północnego Jemenu, Etiopii i na Mauritius. 
W rezerwie od 10 lutego 1982 roku, skreślony z listy okrętów 6 sierpnia 1987 roku, osadzony na dnie w pobliżu Wyspy Rosyjskiej, zezłomowany we Władywostoku w latach 1988–1989. 
Okręt nosił kolejno numery burtowe: 79, 82, 812, 870, 421, 405, 408 i 449.